# Medalla Sue Tyler Friedman
La Medalla Sue Tyler Friedman es otorgada por la Sociedad Geológica de Londres por su trabajo sobre la historia de la geología . Establecida en 1987, lleva el nombre de la esposa del editor de revistas académicas Gerald M. Friedman, y fue financiada mediante una donación a la Sociedad Geológica por parte de la empresa de Friedman, Northeastern Science Foundation, de Troy, Nueva York.

## Medallistas Sue Tyler Friedman
Fuente: The Geological Society
- 1988 Martin J. S. Rudwick
- 1989 Stephen Jay Gould
- 1990 William Antony Swithin Sarjeant
- 1991 Hugh Simon Torrens
- 1992 François Ellenberger
- 1993 Thomas George Vallance
- 1994 David Roger Oldroyd
- 1995 Homero Eugene Le Grand
- 1996 Gordon Leslie Herries Davies
- 1997 Martín Guntau
- 1998 Kenneth L. Taylor
- 2000 James Andrew Secord
- 2003 Rhoda Rappaport
- 2005 Ursula Marvin
- 2007 Jack Morrell
- 2009 Philippe Taquet
- 2012 Cereza Lewis
- 2013 Henry Frankel
- 2014 Edward Rose
- 2015 David Branagan
- 2016 Richard Howarth
- 2017 Mott T. Greene
- 2020 Sandra Herbert[3]